# Špičnik (Zasavje)
Špičnik je ime dveh hribov oz. vrhov v Zasavju oziroma širše gledano, Posavskem hribovju. 
Prvi (visok 539 m) je na levem bregu Save in ga s severne, zahodne in južne strani oklepajo Izlake, po večini je prekrit z gozdom, deloma tudi travniki.
Drugi (846 m), južno od Save in Dolino Sopote, pa je stranski vrh Jatne. 